# Джангулдой
Джангулдой (чечен. Жангӏолда) — покинутый аул в Шаройском районе Чеченской Республики.

## География
Расположен на левом берегу реки Шароаргун, к юго-западу от районного центра Химой.
Ближайшие населённые пункты и развалины бывших аулов: на севере — бывший аул Джагалдей, на северо-востоке — бывшие аулы Говолдой, Цейкара и Эльтыаул, на северо-западе — село Цеси, на юге — бывший аул Чехилдой, на юго-востоку — бывшие аулы Хиндушты, Бердукел и сёла Шарой, Хакмадой, на юго-западу — село Шикарой.